# Герасименко Клавдія Петрівна
Кла́вдія Петрі́вна Вдове́нко (Герасиме́нко) (21 серпня 1913 , Олександрія, Херсонська губернія  — 2006 ) — український політичний і господарський діяч. Депутат Верховної Ради УРСР 1—5-го скликань (1938—1963 роки). Член Президії ВР УРСР.

## Біографія
Народилась 21 серпня 1913 року в родині селянина-середняка в місті Олександрія, тепер Кіровоградської області. Закінчила Олександрійську семирічку (1930), Олександрійський технікум сільського господарства (1933, технік-насінняр), Ленінградський інститут прикладної зоології та фітопатології (1949, агроном-ентомолог). У 1932–1941 роках — член ВЛКСМ.
У квітні 1933 року розпочала трудовий шлях на посаді агронома-насінняра Ромоданівської машинно-тракторної станції (МТС) Лубенського району Харківської області. У травні 1934 — вересні 1941 року — агроном-насінняр Ліговської МТС Сахновщанського району Харківської області.
1938 року обрана кандидатом у члени КП(б)У Сахновщанським РК КП(б)У Харківської області. З 1938 року — кандидат у члени ВКП(б), однак особова справа загубилася. У липні 1945 року стала членом ВКП(б) і отримала партійний білет, виписаний Карлівським РК КП(б)У Полтавської області.
Під час німецько-радянської війни була евакуйована у Чкаловську область РРФСР. У вересні 1941 — березні 1944 року — агроном колгоспу на станції Герасимівська Мустаївського району Чкаловської області.
У березні 1944 — квітні 1953 року — старший агроном та виконувач обов'язків директора (з 1950 року) Карлівської машинно-тракторної станції (МТС) Полтавської області.
У квітні 1953 — 1958 році — директор Карлівської машинно-тракторної станції (МТС) Полтавської області. У 1958 — грудні 1972 року — директор Карлівської ремонтно-технічної станції (РТС); директор Карлівської районної сільгосптехніки Полтавської області.
У грудні 1972 року вийшла на пенсію. Персональний пенсіонер республіканського значення. Померла у 2006 році.

## Нагороди
- орден Жовтневої Революції (1971)
- два ордени Трудового Червоного Прапора (1958, 1965)
- орден «Знак Пошани» (23.01.1948)
- медаль «За доблесну працю у Великій Вітчизняній війні 1941—1945 рр.»